# Округ Сакраменто
Округ Сакраменто (енгл. Sacramento County) округ је у савезној држави Калифорнија, САД. Један је од првобитних округа Калифорније који су формирани 1850. Добио је име по реци Сакраменто, а име реке потиче од шпанских речи Santisimo Sacramento, што у преводу значи нејсветији сакрамент. Највећи град и седиште округа се такође зове Сакраменто. Површина округа је 2.578,3 km², од чега је 2.501,0 (97%) копно, а 77,3 km² вода. Округ Сакраменто, на крајњем југу, има излаз на Залив Сан Франциско.
Према попису из 2010, округ је имао 1.418.788 становника, и био је осми најнасељенији округ у Калифорнији.

## Највећи градови
| Град          | Бр. становника (2010) |  |
| ------------- | --------------------- |  |
| Сакраменто    | 466.488               |  |
| Елк Гроув     | 153.015               |  |
| Ситрус Хајтс  | 83.301                |  |
| Фолсом        | 72.203                |  |
| Ранчо Кордоба | 64.776                |  |